# Jesus-von-Nazareth-Kirche (Atotonilco)

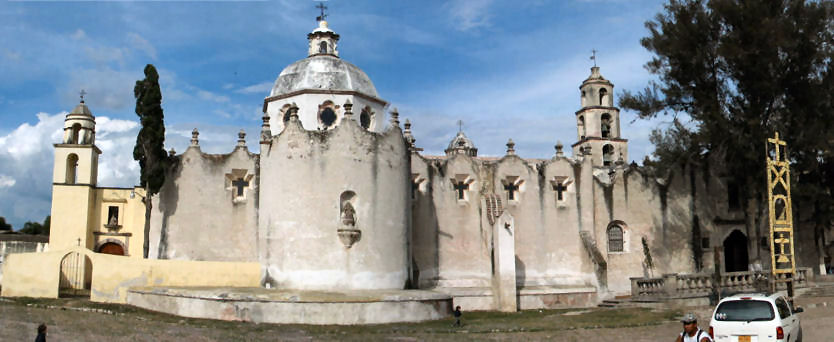
Jesus von Nazareth-Kirche in Atotonilco.

Die Jesus-von-Nazareth-Kirche in Atotonilco ist ein am 20. Juli 1748 von Luis Felipe Neri de Alfaro gestifteter Sakralbau im Municipio San Miguel de Allende des mexikanischen Bundesstaates Guanajuato.
2008 wurde die Stadt San Miguel de Allende zusammen mit der jesuitischen Wallfahrtskirche in Atotonilco von der UNESCO zum Weltkulturerbe erklärt. Gewürdigt wurde dabei, dass beide ein herausragendes Beispiel des mexikanischen Barock und für den Austausch zwischen spanischer und lateinamerikanischer Kultur sind.

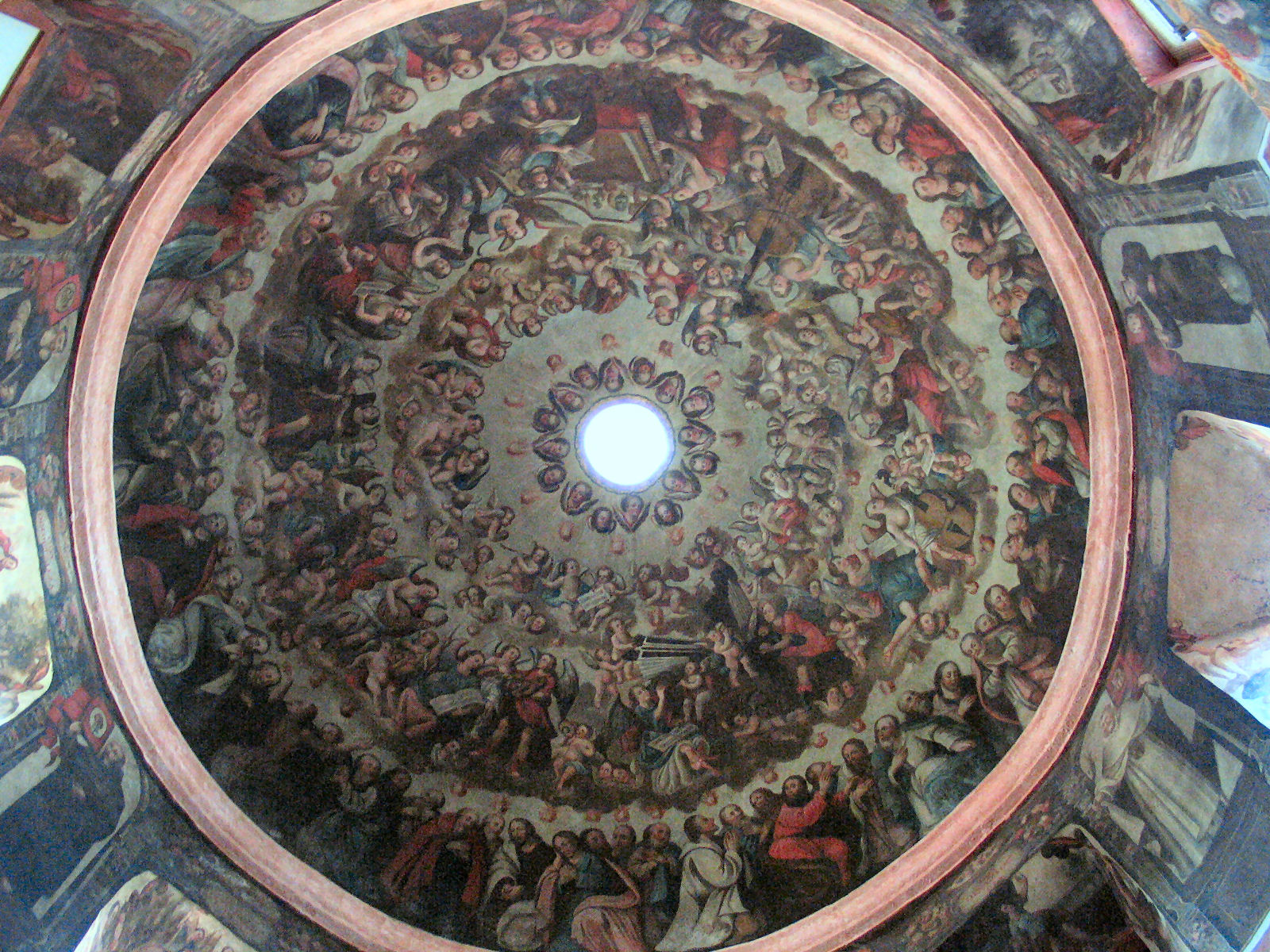
Gewölbe
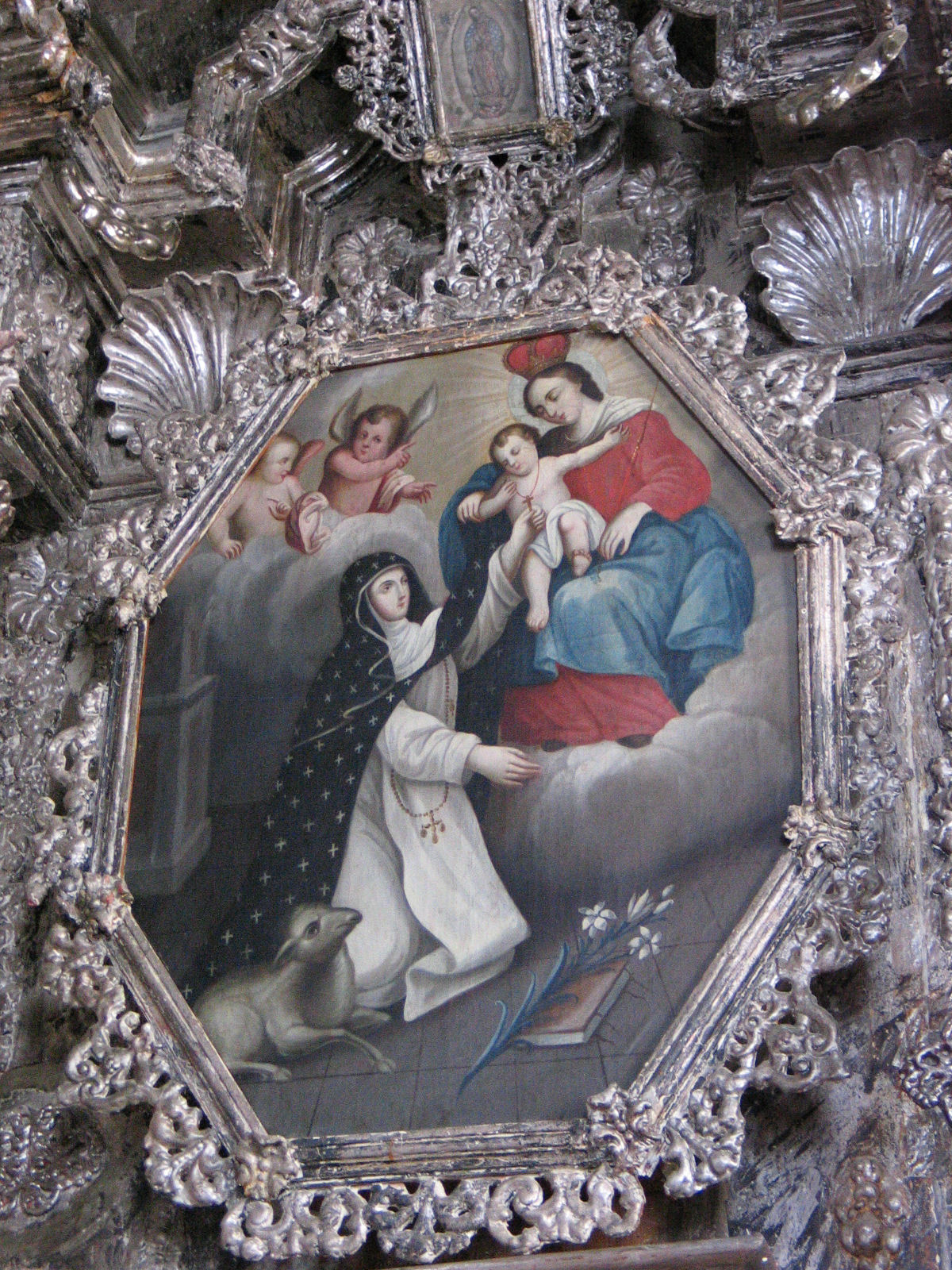
Gemälde
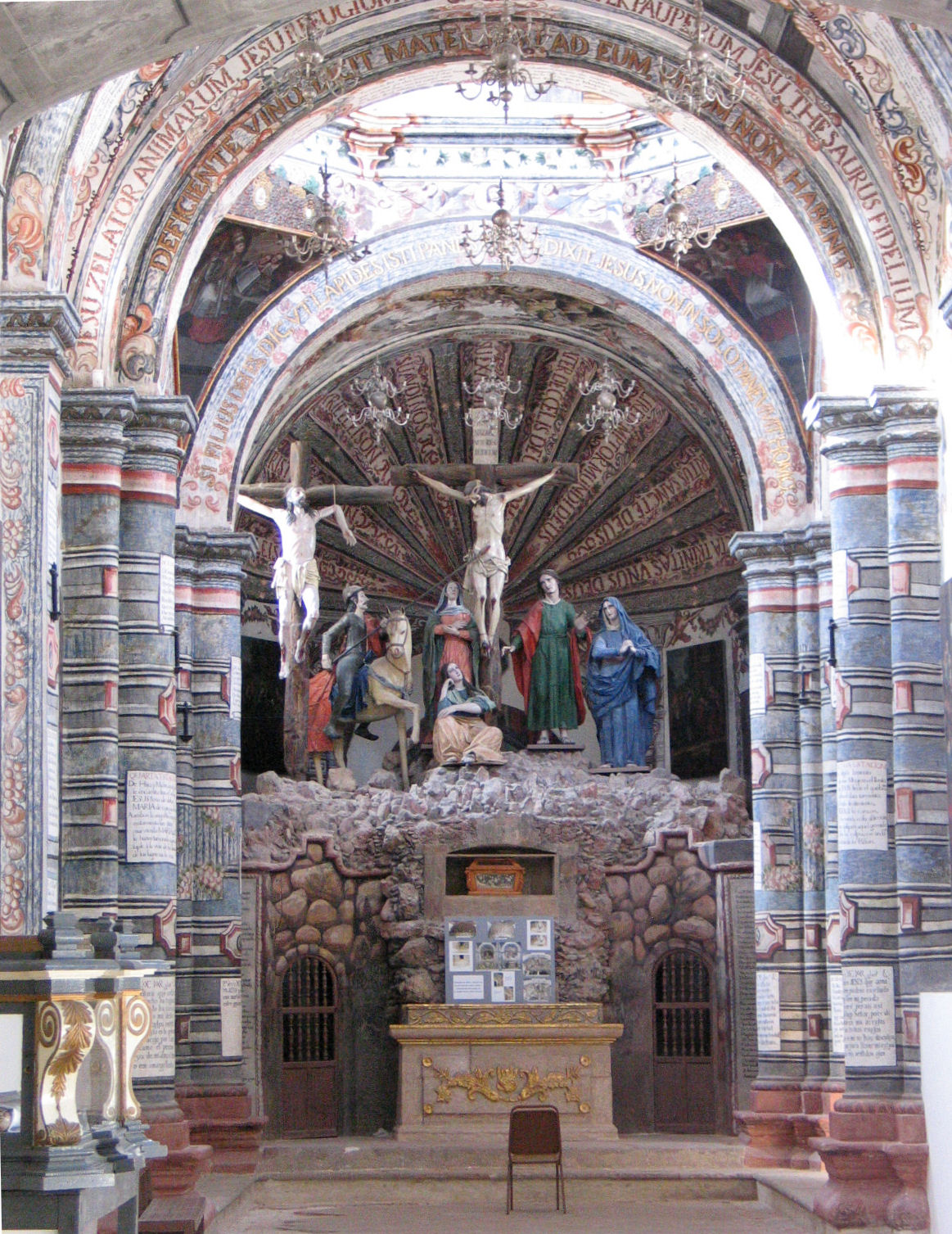
Altar
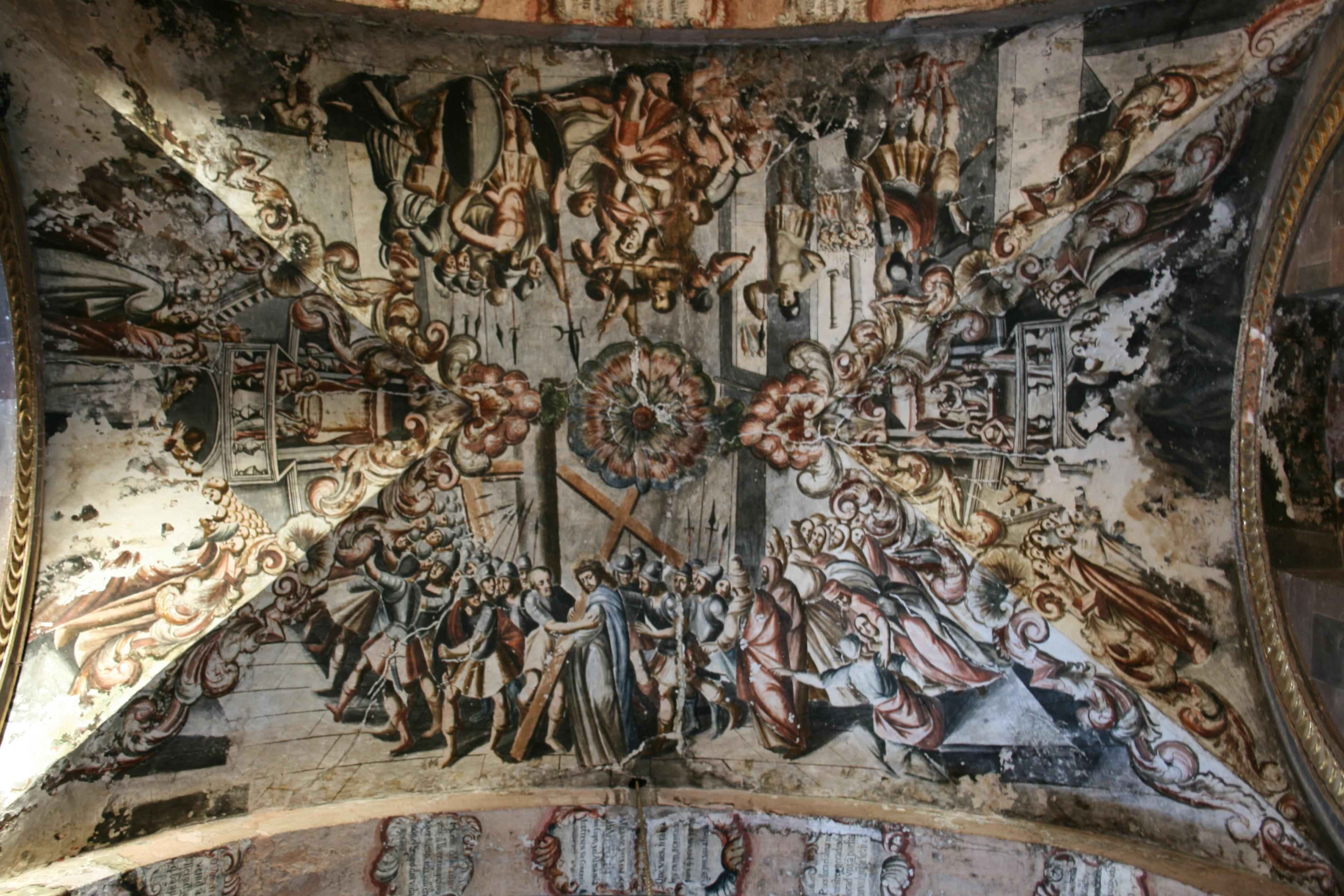
Mittelschiff